# Municipio de Gregg (condado de Centre)
El municipio de Gregg (en inglés: Gregg Township) es un municipio ubicado en el condado de Centre en el estado estadounidense de Pensilvania. En el año 2000 tenía una población de 2.219 habitantes y una densidad poblacional de 18.0 personas por km².

## Geografía
El municipio de Gregg se encuentra ubicado en las coordenadas 40°53′00″N 77°37′59″O / 40.88333, -77.63306.

## Demografía
Según la Oficina del Censo en 2000 los ingresos medios por hogar en la localidad eran de $40,858 y los ingresos medios por familia eran de $44,063. Los hombres tenían unos ingresos medios de $29,702 frente a los $23,400 para las mujeres. La renta per cápita de la localidad era de $17,504. Alrededor del 5,9% de la población estaba por debajo del umbral de pobreza.